# Vlaamse Pijl
La Vlaamse Pijl (it.: Freccia Fiamminga) era una corsa in linea maschile di ciclismo su strada, organizzata annualmente, dal 1968 al 2012, nella zona di Harelbeke, in Belgio. Dal 2005 al 2012 fece parte del calendario del circuito continentale UCI Europe Tour come prova di classe 1.2.

## Albo d'oro
Aggiornato all'edizione 2012.
| Anno | Vincitore           | Secondo                | Terzo                |
| ---- | ------------------- | ---------------------- | -------------------- |
| 1968 | Julien Vermote      | Cees Priem             | Roland Decouter      |
| 1969 | Erik Vermeeren      | Julien Vermote         | Luc Demets           |
| 1970 | Julien Vermote      | Cees Priem             | Roland Decouter      |
| 1971 | José Van Ackere     | Hervé Vermeeren        | Luc D'Hondt          |
| 1972 | Luc Demets          | Rob Kroep              | Lieven Malfait       |
| 1973 | Wim de Waal         | Johnny Verbeke         | Gerry Knetemann      |
| 1974 | Daniel D'Hooghe     | Luc Demets             | Luc De Schrooder     |
| 1975 | Emiel Vergote       | Peter Godde            | Toine van de Bunder  |
| 1976 | Peter Godde         | Luc De Keyser          | Filip Schotte        |
| 1977 | Johnny Denul        | Rudy Bruneel           | Eddy Furnière        |
| 1978 | Eddy Planckaert     | Walter Schoonjans      | Patrick Devos        |
| 1979 | Eddy Planckaert     | Patrick Versluys       | Dirk Demol           |
| 1980 | Mario van Vlimmeren | Patrick Versluys       | Dirk Demol           |
| 1981 | René De Brucker     | Paul Haghedooren       | Rudy De Clerck       |
| 1982 | Rudy De Clerck      | Henk Havik             | Rudy Roels           |
| 1983 | Luc Meersman        | Danny Lippens          | Ghislain Prinsier    |
| 1984 | Ronny Westelinck    | Jacques van der Horst  | Peter Hoondert       |
| 1985 | Patrick Hendrickx   | Luc Van De Vel         | Stephan Van Leeuwe   |
| 1986 | Guy Rooms           | Luc Caluwaerts         | Filip Van Walle      |
| 1987 | Adrie Kools         | Patrick Tolhoek        | Franky Verhoye       |
| 1988 | Patrick Hendrickx   | Peter Naessens         | Pierre Van Est       |
| 1989 | Eric De Clercq      | Serge Baguet           | Jacques Bostoen      |
| 1990 | Hans De Clercq      | Peter Farazijn         | Serge Baguet         |
| 1991 | Pascal Desmul       | Chris Peers            | Hans De Clercq       |
| 1992 | Gino Bos            | Marcel Gerritsen       | Wim Feys             |
| 1993 | Andy De Smet        | Carlos Van Eeckhoutte  | Kurt Van Lancker     |
| 1994 | Giovanni Cornette   | Stefaan Vermeersch     | Cédric Van Lommel    |
| 1995 | Patrick Roelandt    | Patrick Chevalier      | Wilfried Geys        |
| 1996 | Fabien De Waele     | Davy Dubbeldam         | Danny Van Looy       |
| 1997 | Karsten Kroon       | Kristof Trouvé         | Johan Bruinsma       |
| 1998 | Geoffrey Demeyere   | Stijn Devolder         | Jurgen Guns          |
| 1999 | Luc De Duytsche     | Geoffrey Demeyere      | Steven Tack          |
| 2000 | Tim Meeusen         | Christophe Waelkens    | Niko Indekeu         |
| 2001 | Stijn Devolder      | Stefaan Vermeersch     | Roy Sentjens         |
| 2002 | Bart Dockx          | Wouter De Meulemeester | Steven Caethoven     |
| 2003 | Jurgen Vermeersch   | Koen Das               | Pieter Duyck         |
| 2004 | Jurgen Vermeersch   | Hans De Meester        | Thomas Dekker        |
| 2005 | annullata           | annullata              | annullata            |
| 2006 | Evert Verbist       | Jean-Claude Lebeau     | Kevin Neyrinck       |
| 2007 | Jelle Vanendert     | Tom Stubbe             | Olegs Melehs         |
| 2008 | Bram Schmitz        | Dennis van Winden      | Pieter Vanspeybrouck |
| 2009 | Jan Ghyselinck      | Bram Schmitz           | Bert Scheirlinckx    |
| 2010 | Clinton Avery       | Jens Debusschere       | Baptiste Planckaert  |
| 2011 | Frédéric Amorison   | Pieter Serry           | Sean De Bie          |
| 2012 | Frédéric Amorison   | Steven Caethoven       | Boris Dron           |